# Der Countdown läuft (1997)
Die deutsche Vorentscheidung zum Eurovision Song Contest 1997 fand in der Musik- und Kongresshalle in Lübeck statt und trug den Titel Der Countdown läuft. Jens Riewa moderierte die dreiviertelstündige Sendung. Es war die zweite Vorentscheidung seit deren Wiedereinführung ein Jahr zuvor, die Zuschauer entschieden per Telefon über den Sieger. Nach dem Ausscheiden des deutschen Beitrags 1996 war Deutschland beim ESC 1997 in Dublin ein Startplatz garantiert.
Neun Interpreten nahmen an der Vorausscheidung teil. Entsprechend dem Eurovisionsreglement mussten alle Beiträge 1997 in der Landessprache gesungen werden, somit waren alle Titel auf Deutsch. Mit 40,2 Prozent der Stimmen und großem Vorsprung gewann Bianca Shomburg mit ihrer Ballade Zeit. Leon, der im Vorjahr die Vorentscheidung gewonnen hatte, wurde Zweiter mit Schein (meine kleine Taschenlampe). Michelle, die Deutschland beim ESC 2001 vertrat, nahm zum ersten Mal an der Vorentscheidung teil. Sie erreichte Platz drei mit Im Auge des Orkans. Shomburg wurde in Dublin 18. von 25 Teilnehmern.

## Teilnehmerfeld und Ergebnis
| Nr. | Interpret        | Titel (Musik/Text)                                                                      | Stimmen | Platz |
| --- | ---------------- | --------------------------------------------------------------------------------------- | ------- | ----- |
| 01  | Verliebte Jungs  | Ich bin solo (Christoph Siemons, Bob Arnz & Reiner Hömig)                               | 1,8 %   | 09.   |
| 02  | Michaela         | Es lebe die Liebe (Wayne Morris / Wayne Morris & Sabine Morris)                         | 9,3 %   | 05.   |
| 03  | Jeana            | Kein’ Bitte, verzeih mir (Peter Hoff / Mike Bordt)                                      | 5,8 %   | 06.   |
| 04  | All About Angels | Engel (Ralph Siegel / Bernd Meinunger)                                                  | 4,3 %   | 07.   |
| 05  | Michelle         | Im Auge des Orkans (Jean Frankfurter / Irma Holder)                                     | 11,8 %  | 03.   |
| 06  | Leon             | Schein (meine kleine Taschenlampe) (Hanne Haller / Bernd Meinunger)                     | 13,0 %  | 02.   |
| 07  | Bianca Shomburg  | Zeit (Ralph Siegel / Bernd Meinunger)                                                   | 40,2 %  | 01.   |
| 08  | Viveca           | Komm zurück (na, na, na) (Martin de Vries & Roland Götz / Martin de Vries & P. Cassier) | 2,5 %   | 08.   |
| 09  | Anke Lautenbach  | Zwischen Himmel und Erde (Thomas Natschinski / Inge Branoner)                           | 11,4 %  | 04.   |